# Britannia (navire)
Cet article possède un paronyme, voir HMS Britannia.
Le Britannia est le dernier yacht royal britannique, en service de 1953 à 1997.

## Histoire
Dernier d'une longue lignée de 83 yachts royaux commencée en 1680 sous Charles II, il est construit par les chantiers John Brown and Co à Clydebank en Écosse. Il est décoré par la reine Élisabeth II et son époux le prince Philip. Baptisé par la reine le 16 mars 1953, il est mis en service en janvier 1954. Il mesure 127 mètres de long pour un tonnage de 5 860 tonnes ; il peut accueillir 200 passagers, une vingtaine d’officiers et 270 marins. Armé par la Royal Navy, il effectue, en 44 ans de service, 968 voyages officiels sur toutes les mers du monde avec la reine ou un membre de la famille royale. Véritable ambassade flottante britannique, il fait son dernier voyage à Hong Kong lors de la rétrocession de cette colonie à la république populaire de Chine. Chaque été, la reine l'emprunte pour rejoindre sa propriété de Balmoral.
En 1956, le prince Philip utilise le yacht pour se rendre aux Jeux olympiques de Melbourne, en Australie, quittant son épouse la reine durant quatre mois.
Le gouvernement britannique décide en 1994 de le désarmer après 44 ans de service pour raisons budgétaires : 60 millions de livres sterling par an. Cela est officiellement fait le 11 décembre 1997 dans le port militaire de Portsmouth, en présence de la reine.
Il est depuis transformé en musée dans le port de Leith à Édimbourg et est devenu l'un des lieux les plus visités de Grande-Bretagne.

## Capacités
Le navire pouvait emporter :
- 330 t de fioul pour le combustible des moteurs, mais pour de très longs voyages 490 t ;
- 120 t d'eau douce, mais également 195 t pour de très longues traversées ;
- 250 membres d'équipage dont 21 officiers, qui pouvaient changer 6 fois d'uniforme par jour, grâce à une blanchisserie permanente à bord ;
- la Rolls-Royce de la reine, qui était embarquée à bord dans un garage pour ses déplacements.

## Réceptions à bord
De nombreuses réceptions diplomatiques eurent lieu dans les salles richement décorées :
- Sir Winston Churchill ;
- Nelson Mandela ;
- Ronald Reagan ;
- Margaret Thatcher.

Un yacht de course portant le même nom avait appartenu au roi Édouard VII puis à George V de 1893 à 1936.

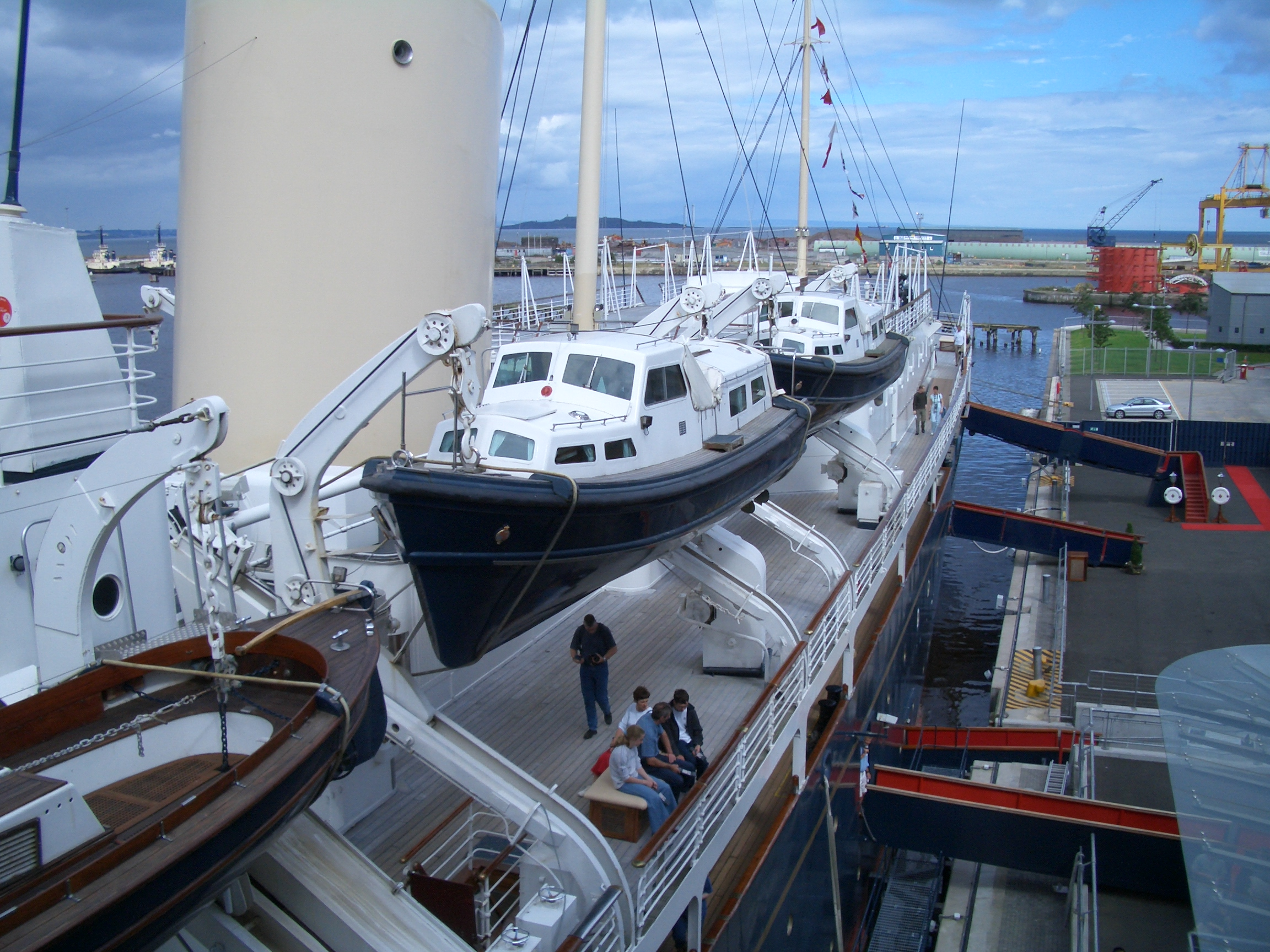
Vue du pont supérieur.
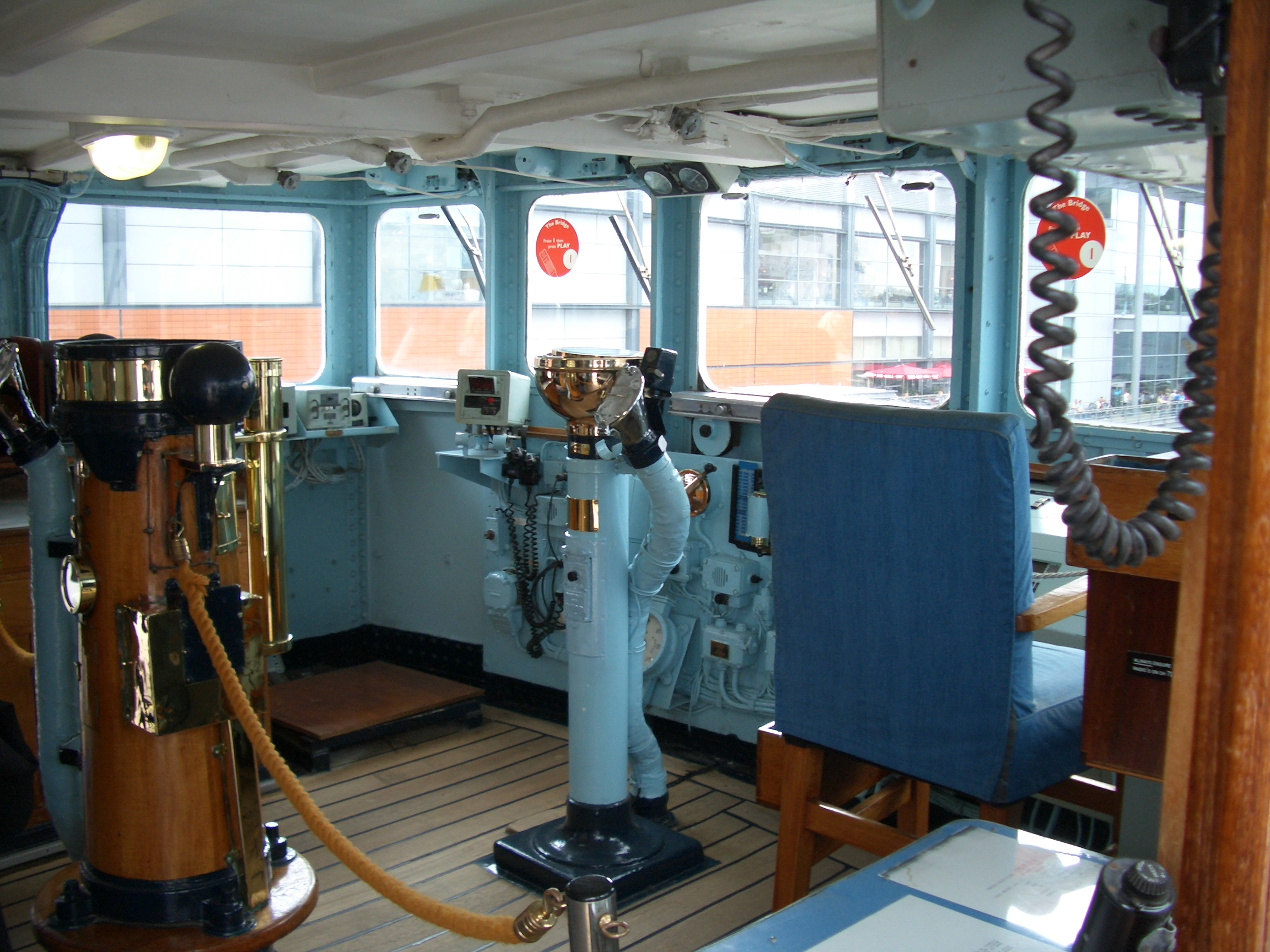
Passerelle de commandement.
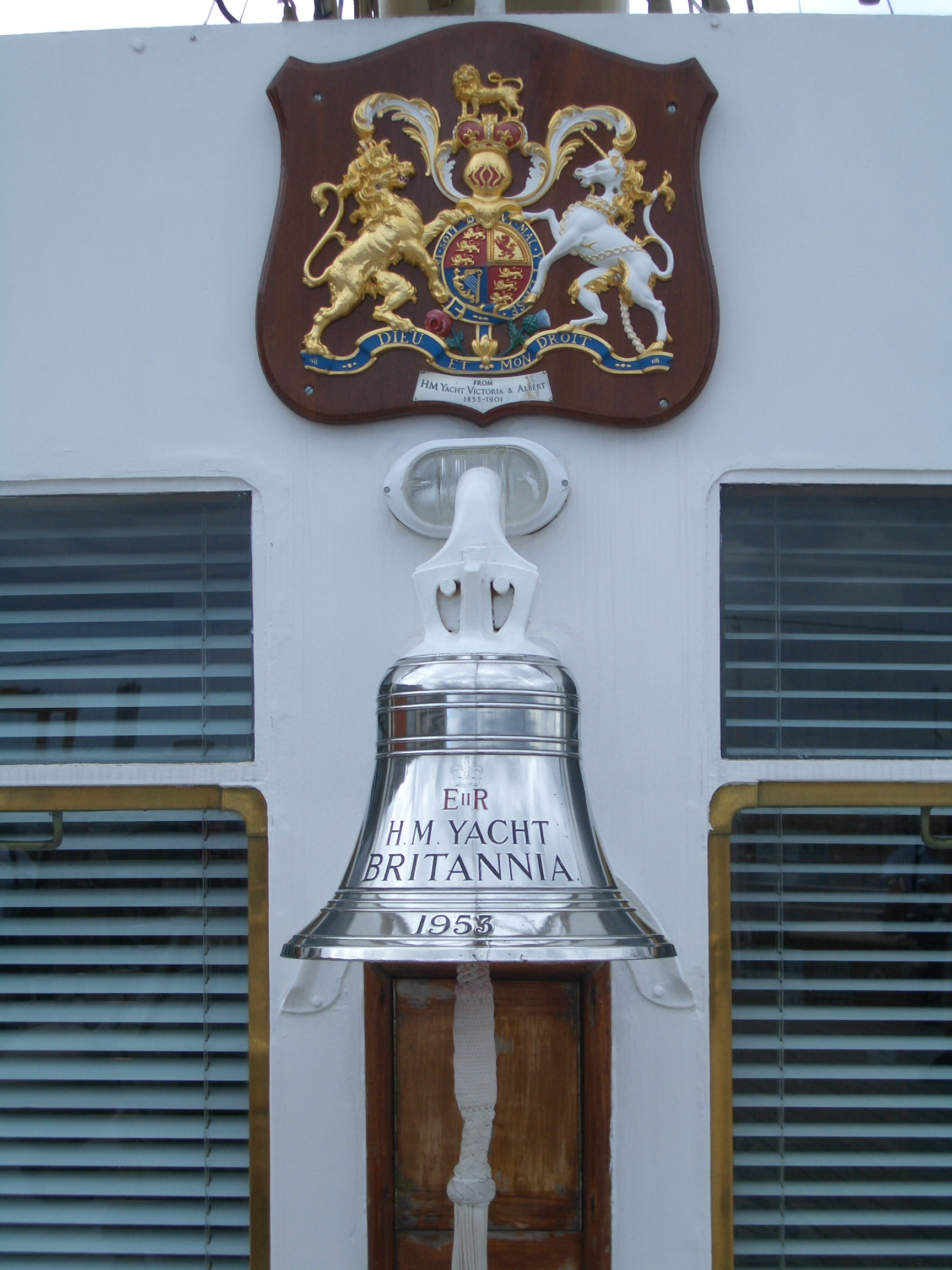
La cloche du navire.
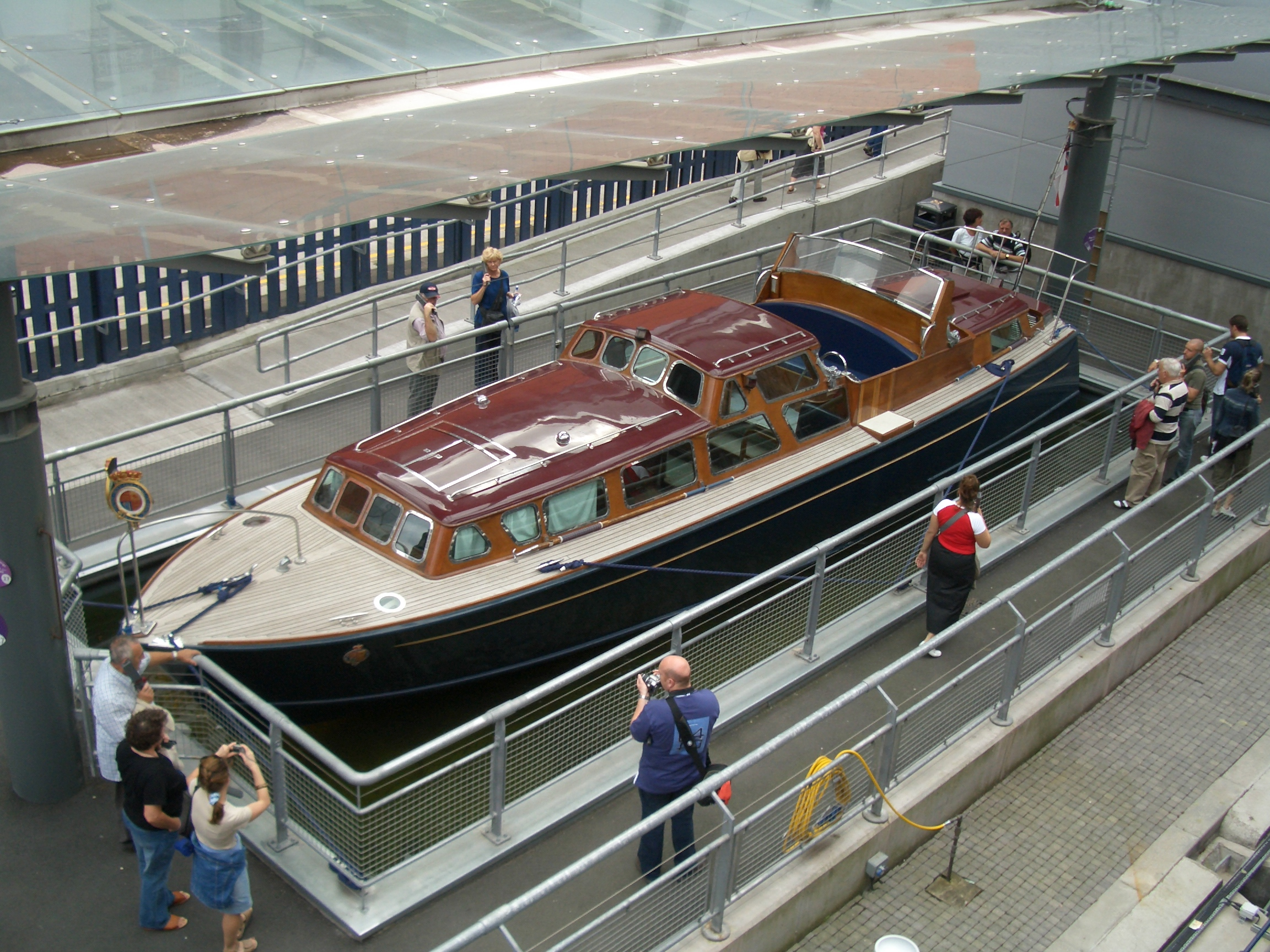
La vedette de débarquement du navire avec le roof en Acajou, permettant de rejoindre un port depuis sa zone de mouillage.
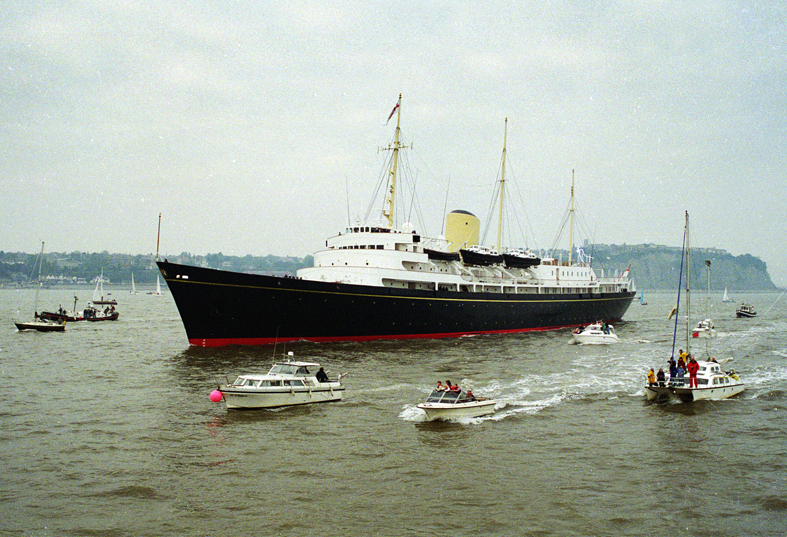
Départ du port de Cardiff pour une croisière.